# کرکلند لیک
کرکلند لیک (به انگلیسی: Kirkland Lake) یک منطقهٔ مسکونی در کانادا است که در بخش تیمیسکیمینگ واقع شده‌است. کرکلند لیک ۲۶۲٫۱۳ کیلومتر مربع مساحت و ۷٬۹۸۱ نفر جمعیت دارد و ۲۴۳ متر بالاتر از سطح دریا واقع شده‌است.